# Ma chi sei Mandrake?
Ma chi sei Mandrake? è stato un programma televisivo ideato e condotto da Carlo Conti con la partecipazione di Edelfa Chiara Masciotta, andato in onda su Rai 1 nell'autunno 2005. Il programma è stato uno dei più costosi della RAI. Inizialmente previsto per 11 puntate, la RAI decise di non riproporre più il varietà a causa degli alti costi di produzione in seguito alla prima puntata trasmessa il 24 novembre 2005.

## Il programma
Il programma era condotto da Carlo Conti, il quale era affiancato dalla showgirl Edelfa Chiara Masciotta. Ma chi sei Mandrake? era stato ideato da Carlo Conti e Francesco Ricchi. La trasmissione vedeva alla produzione per la prima volta due società, quali erano Endemol Italia e Toro Produzioni. Oltre a Conti, gli autori del programma erano Ivana Sabatini, Leopoldo Siano, Giulia LaPenna e Andrea Palazzo.
Ogni concorrente, aiutato ed istruito da un professionista dell'illusionismo, dovrà imparare un numero di magia: i vip si alterneranno sul palco portando in scena i numeri preparati durante la settimana di “studio” con i singoli maestri ma dovranno anche dimostrare il loro intuito nel riconoscere e svelare quali trucchi si nascondono dietro i numeri proposti da un mago tedesco, attrazione internazionale del programma. Sarà il pubblico in studio a scegliere il più convincente tra loro, il numero di magia più riuscito.

## Concorrenti
- Nino D'Angelo
- Antonella Elia
- Giancarlo Magalli
- Milton Morales
- Giorgia Palmas
- Alena Šeredová (vincitrice)

## Ascolti
| Messa in onda    | Telespettatori | Share  |
| ---------------- | -------------- | ------ |
| 24 novembre 2005 | 4 311 000      | 16,94% |